# Congresso do Panamá
O Congresso do Panamá, também designado Congresso Anfictiônico do Panamá, teve lugar de junho a julho de 1826, idealizado por Simón Bolívar, que desde a Carta da Jamaica (1815) desejava articular uma confederação hispano-americana.
Estiveram presentes os representantes do México, da Federação Centro-Americana, da Grã-Colômbia (Colômbia, Venezuela e Equador) e do Peru (incluindo então, a Bolívia). Registrou-se a ausência dos demais países independentes no continente, a saber: Argentina, Chile, Paraguai, Uruguai, Brasil, Estados Unidos da América e Haiti. O próprio Bolívar, que propusera o encontro, não compareceu, uma vez que se encontrava como interventor no Peru, à frente de uma força de seis mil homens da Colômbia, onde demorou até setembro de 1826.
Em relação à participação brasileira, apesar do convite do Ministro da Colômbia Manuel José hurtado ter encaminhado um convite ao país, o governo do Império do Brasil rejeitou o convite. Simón Bolívar manifestou-se favoravelmente à participação brasileira, mas havia diferenças marcantes entre o país lusófono e as demais nações hispânicas. Começando pelo sistema de governo, já que uma monarquia rodeada de repúblicas poderia ter sua legitimidade interna questionada. Além disso, o país continental estava em disputas territoriais com os seus vizinhos, como a Guerra da Cisplatina, contra as Províncias Unidas do Rio da Prata (Argentina).
Como resultado, os delegados estabeleceram os seguintes princípios:
- Firmaram, numa eterna aliança, uma confederação das repúblicas hispânicas, com o objetivo de defesa comum, solução pacífica de conflitos e preservação da integridade dos territórios dos estados-membros;
- abolição do tráfico de escravos africanos;
- estabelecia o contingente dos efetivos militares, no Exército e na Marinha, buscando um equilíbrio entre as forças dos estados-membros;
- fixava as futuras reuniões do congresso, a serem realizadas em tempos de paz ou de guerra.

A preocupação dos signatários, recém-emancipados à época, era com uma possível intervenção da Espanha visando a recolonização, considerando as futuras emancipações de Porto Rico e de Cuba, bem como o fortalecimento conjunto frente a outras nações, como os Estados Unidos da América e o Brasil.
O Congresso Anfictiônico foi o primeiro numa série de outros encontros internacionais (Lima 1847-1848, Santiago 1856, Washington 1856, Lima 1864-1865), todos anteriores às Conferências Pan-americanas, a partir de então, impulsionadas pelo pan-americanismo dos Estados Unidos a partir da Conferência de Washington (1889-1890).

## Bibliografía
- Germán A. de la Reza, El Congreso de Panamá de 1826 y otros ensayos de integración en el siglo XIX. Estudio y fuentes documentales anotadas, UAM-Eon, México, 2006. ISBN 970-31-0656-0.
- Germán A. de la Reza, El Congreso Anfictiónico de Panamá. Una hipótesis complementaria sobre el fracaso del primer ensayo de integración Latinoamericana, Araucaria, Revista Iberoamericana de Filosofía, Política y Humanidades. Nº 10, segundo semestre de 2004. Sevilha, Espanha.
- Coleccion de ensayos i documentos relativos a la union i confederacion de los pueblos hispano-americanospublicado em Santiago (Chile), 1862.
- Aleixo, José Carlos Brandi (julho–dezembro de 2000). «O Brasil e o Congresso Anfictiônico do Panamá». Revista Brasileira de Política Internacional (2): 170–191. ISSN 0034-7329. doi:10.1590/S0034-73292000000200008. Consultado em 20 de abril de 2021